# Mack Avenue Records
Mack Avenue Records è un'etichetta discografica indipendente con sede a Grosse Pointe Farms, Michigan.

## Descrizione
Mack Avenue è stata fondata nel 1999 da Gretchen Carhartt Valade, un appassionato di jazz e presidente di Carhartt. L'azienda è sponsor del Detroit Jazz Festival, al quale Gretchen Valade ha donato 15 milioni di dollari nel 2006.
Le prime registrazioni erano di Terry Gibbs, Oscar Castro-Neves e George Shearing . Nel corso del tempo Mack Avenue ha acquisito musicisti jazz famosi come Gary Burton, Kevin Eubanks, Stanley Jordan, Christian McBride, Gerald Wilson e gli Yellowjackets. Le acquisizioni effettuate nel 2008 hanno ampliato il catalogo dell'etichetta oltre il jazz con il blues, gospel e rhythm and blues ( R&B ), con Jonathan Butler, Brian Bromberg, Rick Braun, Richard Elliot e Kenny Rankin . Gli artisti nel catalogo di Mack Avenue hanno ricevuto numerosi premi e nomination ai Grammy.
Nel 2016, Mack Avenue ha ampliato ulteriormente il suo catalogo con l'acquisizione di MAXJAZZ .